# Hartfrid Krause
Hartfrid Krause (* 1942) war zunächst Lehrer und später Schulleiter der Prälat-Diehl-Schule in Groß-Gerau sowie Lehrbeauftragter an der Johann Wolfgang Goethe-Universität Frankfurt am Main.
Als Historiker veröffentlichte Krause mehrere Publikationen zur Geschichte der deutschen Arbeiterbewegung, insbesondere zur USPD.

## Veröffentlichungen

### Monografien
- USPD. Zur Geschichte der Unabhängigen Sozialdemokratischen Partei Deutschlands. Europäische Verlagsanstalt, Frankfurt am Main u. a. 1975, ISBN 3-434-20075-4.
- Rosa Luxemburg, Paul Levi und die USPD. Verlag Westfälisches Dampfboot, Münster 2019, ISBN 978-3-89691-274-9.
- Die USPD 1917 – 1931. Spaltungen und Einheit. Verlag Westfälisches Dampfboot, Münster 2021, ISBN 978-3-89691-051-6.
- Arthur Crispien. Vom Spartakusanhänger zum sozialdemokratischen Reformsozialisten. Verlag Westfälisches Dampfboot, Münster 2022, ISBN 978-3-89691-079-0.
- Die Genossinnen in der USPD. USPD-Frauen in leitender Stellung. Verlag Westfälisches Dampfboot, Münster 2025, ISBN 978-3-89691-133-9.

### Herausgeberschaften
- Protokolle der Landesversammlungen der Unabhängigen Sozialdemokratischen Partei Sachsens 1919/1922, 1919 - 1922. Im Anhang Protokolle der Landeskonferenz der USP Badens und des Bezirksparteitages der USP des Niederrheins 1919. (= Reprints zur Sozialgeschichte). Verlag J.H.W. Dietz Nachf., Berlin, Bonn 1979.